# Eisenbahnaktiengesellschaft Raahe
Die Eisenbahnaktiengesellschaft Raahe (Raahen rautatieosakeyhtiö oder Raahen rautatie oy) war eine private finnische Eisenbahngesellschaft, die die Bahnstrecke von Raahe nach Lappi erbaute. Die Aktiengesellschaft wurde am 27. September 1898 in Raahe gegründet und am 9. Juni 1899 in das Handelsregister eingetragen.

## Geschichte
Nach der Fertigstellung der ersten Eisenbahnstrecke zwischen Helsinki und Hämeenlinna 1862 wurden weitere Eisenbahnprojekte gestartet. 1873 wurde der Bau der Ostrobothnia-Strecke beschlossen. Nachdem diese Information bekannt geworden war, wurde in Raahe angenommen, dass die Strecke weiter nach Norden Richtung Oulu durch die Stadt gehen würde.
Diese wurde jedoch von Kokkola nach Oulu geradlinig geführt und erreichte Raahe nicht. Damit befand sich die Stadt in isolierter Position. Dies führte dazu, dass in Raahe eigene Pläne für den Anschluss an das Bahnnetz überlegt wurden. Bis 1882 erfolgten mehrere Anfragen an das Parlament hinsichtlich des Bahnanschlusses. Es gab jedoch keinen positiven Bescheid.
1896 regte der Apotheker A. Tennander das Projekt im Stadtrat wieder an, wo es positiv aufgenommen wurde. Ein Eisenbahnausschuss führte eine Studie über die Strecke zwischen Raahe und Tuomioja durch und ließ dafür einen Kostenvoranschlag erstellen. Die ersten Pläne sahen eine Schmalspurbahn mit einer Spurweite von entweder 600 mm oder 760 mm vor.
Als die vorläufigen Pläne fertig waren, gab der Vorsitzende des Eisenbahnkomitees, Richter Fredrik Grönroos, diese am 12. Februar 1897 an das Parlament. Gleichzeitig gab es ein neues Streckenprojekt, wobei neben der bisherigen Variante Raahe–Lappi–Ruukki–Vuottolahti und darüber hinaus bis Kajaani die Streckenführung von Raahe über Vihanti, Pulkkila und Piippola nach Iisalmi als möglich erachtet wurde.
Der Kommerzialrat, Reeder und Kaufmann Henrik Sovelius (1817–1904) stellte 200.000 Finnmark für die Bauarbeiten der Strecke als Spende unter der Bedingung zur Verfügung, dass die Stadt Raahe die gleiche Summe zuschießen müsse. Von der Stadt erfolgte die Zusage hinsichtlich der Geldmittel sowie die kostenfreie Zurverfügungstellung des benötigten Landes für den Bau. Am 9. März 1897 kam zudem eine weitere Zusage in Höhe von 400.000 Mark von staatlicher Seite. Am 16. Mai 1897 stimmte der Stadtrat den Planungen zu.
Während auf die endgültige Entscheidung aus Helsinki gewartet wurde, freute sich Raahe auf die baldige Errichtung der Strecke. Als keine Entscheidung eintraf, sandte die Stadt im Februar 1898 einen Brief nach Helsinki, um das Problem zu klären. Daraufhin kam die Meldung, dass der Plan endgültig verabschiedet sei, die Vorbedingungen jedoch nicht eng gefasst waren. Jedoch würde der Staat die Strecke nicht bauen, die Stadt müsse sich selbst darum kümmern.
Als die offizielle Bestätigung der staatlichen Subventionen einging, wurden neue Pläne für eine normalspurige Strecke ausgearbeitet. Emil Sonck, Bauingenieur der Jokioisten rautatie, wurde zum Bauleiter ernannt. Er schlug vor, die Kostenschätzung der Strecke auf 1.220.000 Mark zu erhöhen.

## Gründung der Gesellschaft
Am 27. September 1898 fand die Gründungsversammlung der Raahen rautatieosakeyhtiö (Raahen rautatie oy) statt. Zweck des Unternehmens war der Bau und der Betrieb der Bahnstrecke von Raahe nach Lappi.
Die Bauarbeiten begannen bereits, bevor die Baugenehmigung erteilt wurde. Mehrere hundert Männer arbeiteten an der Strecke. Das Planum wurde an vielen Stellen im Frühjahr 1899 fertiggestellt. Der Weiterbau verzögerte sich, da der Lieferant der Schienen, die englische Firma Balckow Bengham Co., die Bestellung nicht rechtzeitig erhalten hatte. Am 16. Juli 1899 erreichte das Dampfschiff Primitella (16.500 Tonnen) mit den Schienen den Hafen Maivaperä. Die Bauarbeiten liefen ab diesem Zeitpunkt weiter.

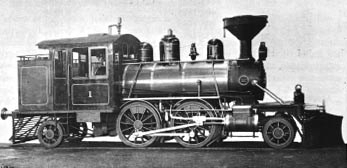
Lokomotive der Raahen rautatie Oy

Zum Betrieb wurden zwei Tenderlokomotiven von Baldwin mit der Achsfolge 1’B1’ und den Baunummern 16634 und 16635/1898 beschafft, die die Betriebsnummer 1 und 2 erhielten. In Raahe wurde ein dreiständiger Lokschuppen errichtet.
Für Transportaufgaben lieferte Sandvikens Skeppsdocka och Mekaniska Werkstad in Helsinki einen kombinierten Personenwagen der 1. und 2. Klasse, einen Wagen der 3. Klasse und 25 Güterwagen. Am 6. Juli 1899 fand in Maivaperä die erste Probefahrt mit den Lokomotiven statt. Am 10. August 1899 wurde die Strecke Lappi–Tuoioja an die Bahnstrecke Seinäjoki–Oulu angeschlossen und am 5. Dezember 1899 offiziell eröffnet.

## Verstaatlichung
Knapp drei Jahrzehnte führte die Privatbahngesellschaft der Betrieb. In dieser Zeit kamen mehrfach Pläne zum Anschluss an die Staatsbahn zur Sprache. Es wurden zwar erhebliche staatliche Zuschüsse und Darlehensgarantien in Aussicht gestellt, jedoch nicht eingelöst.
Nach der Unabhängigkeit Finnlands wurde die Bahnstrecke wurde am 27. Februar 1926 für einen Kaufpreis von 2.600.000 Mark von Valtionrautatiet, der staatlichen Eisenbahngesellschaft, übernommen. Die Stadt kaufte alle Anschlussgleise im Hafengebiet.
Die Aktiengesellschaft wurde am 23. Mai 1941 offiziell aufgelöst.